# Bachenau
Bachenau ist ein Dorf im Landkreis Heilbronn in Baden-Württemberg, das seit dem 1. Januar 1974 in die Stadt Gundelsheim eingemeindet ist. Das Dorf liegt inmitten der Krummen Ebene auf einer Höhe von 241 m ü. NN.

## Geschichte

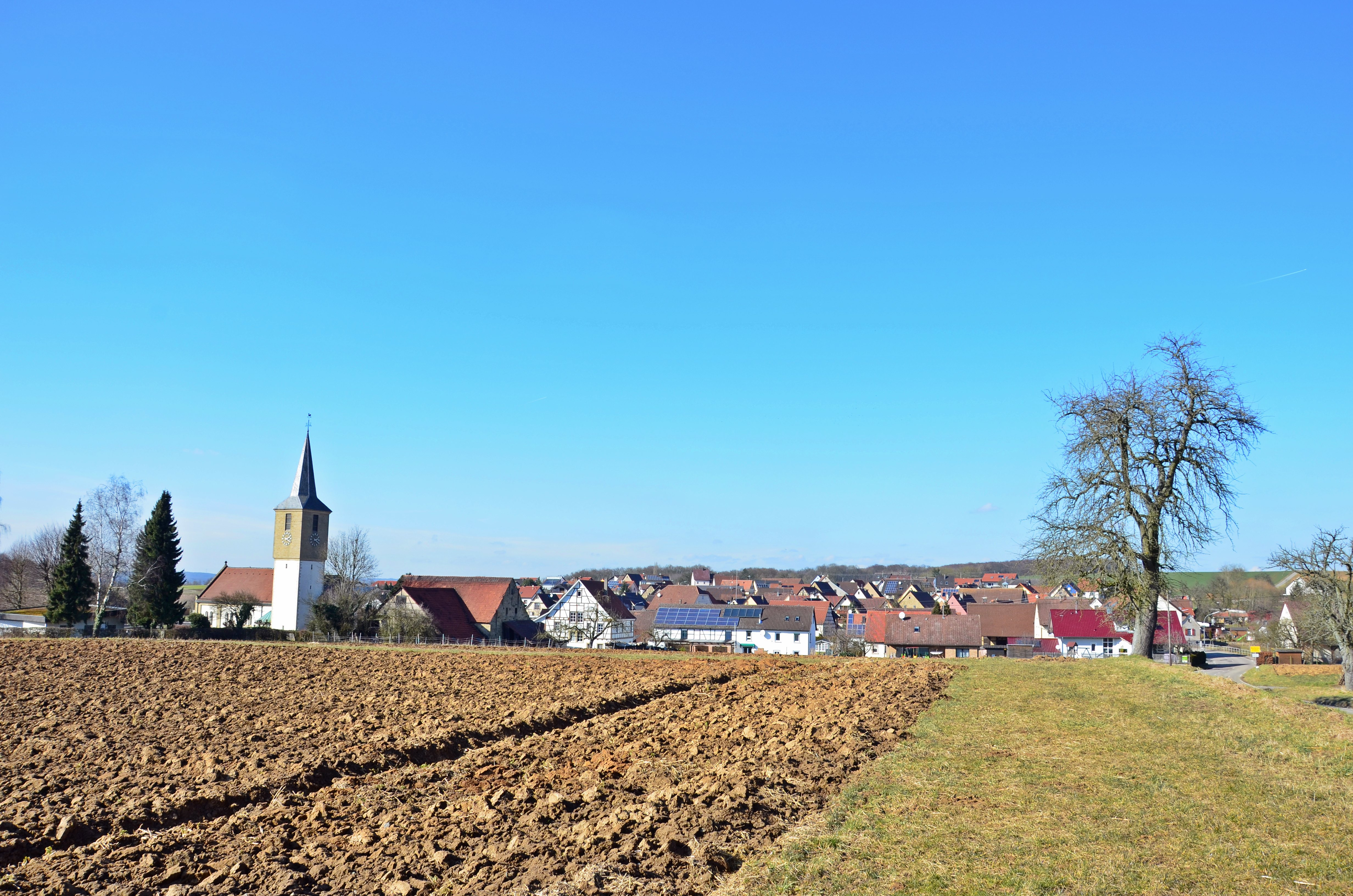
Blick auf Bachenau

Bachenau wurde erstmals im Jahr 782 als Bacherheim im Lorscher Codex erwähnt. Der Ort war 1360 als Reichsgut ein Lehen der Herren Sturmfeder von Oppenweiler. 1362 war Bachenau im Besitz des Mainzer Erzbischofs. Weiteren Besitz im Dorf hatten die Herren von Weinsberg, das Bistum Worms und die Freiherren von Gemmingen. 1484 erwarb der Deutsche Orden (Kommende Horneck in Gundelsheim) durch Tausch den kurmainzischen Teil des Ortes, 1505 auch den restlichen Besitz im Ort. Unter der Herrschaft des Deutschen Ordens gehörte Bachenau zum Amt Heuchlingen. Im Dreißigjährigen Krieg brannte 1620 das ganze Dorf nieder. Nach der Mediatisierung der Ordensgüter wurde Bachenau 1806 eine selbstständige Gemeinde des Oberamts Neckarsulm im Königreich Württemberg.
Der Ort erhielt 1912 Anschluss an das Elektrizitätsnetz und 1920 eine Wasserleitung. Durch den Anschluss an die Kanalisation verlor der Feuersee seine Bedeutung und wurde 1924 zugeschüttet. Der Ort ist heute noch stark landwirtschaftlich geprägt und ein Wohnort für Pendler der umliegenden Städte und Gemeinden. Die Bevölkerung kann sich mangels dörflichen Handels am Ort nicht versorgen. Die nächste Einkaufsmöglichkeit besteht im vier Kilometer entfernten Gundelsheim.
Am 1. Januar 1974 erfolgte die Eingemeindung in die Stadt Gundelsheim.

## Wappen
Das Wappen von Bachenau ist durch ein schwarzes Kreuz auf silbernem Schild vierfach geteilt und zeigt im ersten Viertel einen schwarzen schrägstehenden Schlüssel. Das Kreuz ist das Deutschordens-Kreuz und weist auf die Zugehörigkeit des Ortes zum Deutschen Orden hin. Der Schlüssel Petri ist das Symbol des Bistums Worms, das das Kirchenpatronat im Ort hatte. Das Wappen in seiner heutigen Form wurde von der Archivdirektion im Jahr 1961 vorgeschlagen.

## Sehenswürdigkeiten
- Die St. Walburga-Kirche wurde 1901/02 nach Plänen von Ulrich Pohlhammer im neuromanischen Stil auf dem Platz eines kleineren Vorgängerbaus und unter Einbeziehung des Kirchturms von 1593 errichtet.
- Villenartiges Fachwerkhaus von 1906 neben der Kirche
- Backhaus aus dem 19. Jahrhundert
- Im Ort befinden sich mehrere historische Bildstöcke

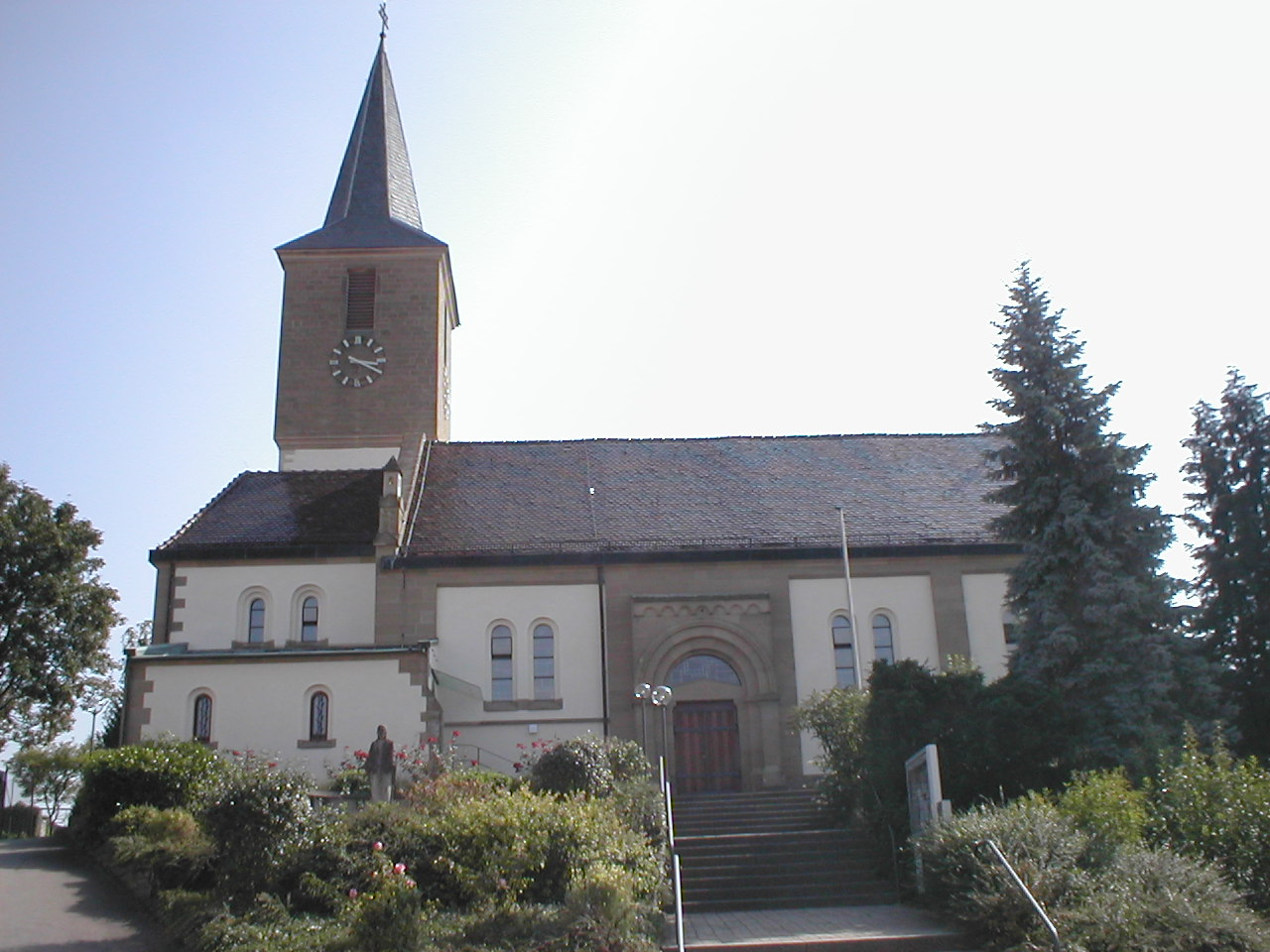
St. Walburga
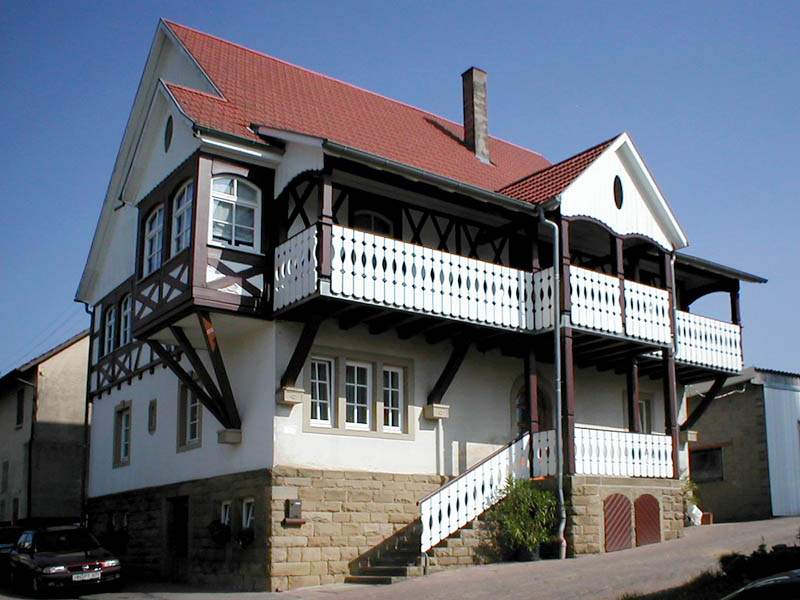
Fachwerkhaus 1906
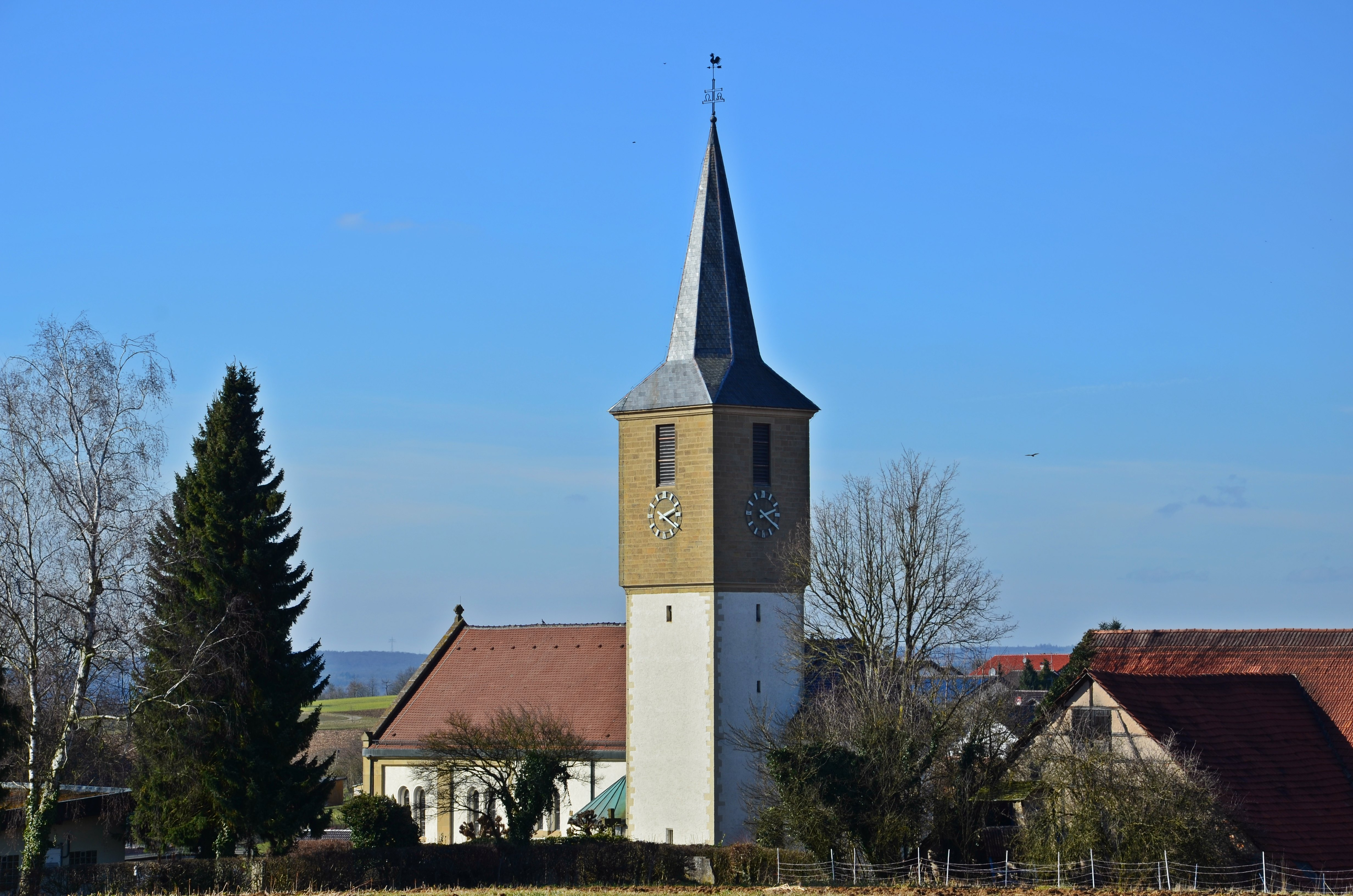
Kirchturm von St. Walburga

## Persönlichkeiten
- Anton Kühner (1914–1991), Comboni-Missionar in Peru, von 1958 bis 1980 Prälat der Prälatur Tarma (seit 1964 als Bischof) und von 1980 bis 1991 Bischof des Bistums Huánuco, in Bachenau geboren